# Hongrie aux Jeux olympiques d'hiver de 1976
L'équipe olympique de Hongrie a participé aux Jeux olympiques d'hiver de 1976 à Innsbruck en Autriche. Elle était représentée par 3 athlètes dans la seule discipline du patinage artistique.
Elle n'a remporté aucune médaille.

## Patinage artistique
Hommes
| Athlète      | CF | SP | FS | Points | Places | Classement |
| ------------ | -- | -- | -- | ------ | ------ | ---------- |
| László Vajda | 10 | –  | –  | –      | DNF    | –          |

Danse sur glace
| Athlètes                        | CD | FD | Points | Places | Classement |
| ------------------------------- | -- | -- | ------ | ------ | ---------- |
| Krisztina Regőczy András Sallay | 5  | 5  | 195.92 | 48.5   | 5          |